# Galway Kinnell

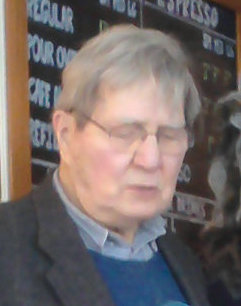
Galway Kinnell bei einer Lesung (2013)

Galway Mills Kinnell (* 1. Februar 1927 in Providence, Rhode Island; † 28. Oktober 2014 in Sheffield, Vermont) war ein US-amerikanischer Dichter, der für seine Anthologie Selected Poems 1983 mit dem Pulitzer-Preis für Dichtung und dem National Book Award in der Kategorie Lyrik ausgezeichnet wurde. In seinen Werken befasste er sich mit dem Straßenleben im Manhattan-Viertel East Village, Meditationen über das Sterben, den Juniata River und den Mount Monadnock. Kinnell, der 1984 auch MacArthur Fellow war sowie 2002 mit der Frost Medal ausgezeichnet wurde, übersetzte zusammen mit Hannah Liebmann mit The Essential Rilke auch ausgewählte Werke von Rainer Maria Rilke in die englische Sprache. Durch seine den Kern menschlicher Erfahrungen betreffende Lyrik gehörte er zu den bedeutendsten US-amerikanischen Dichtern der Zeit nach dem Zweiten Weltkrieg.

## Leben

### Herkunft, Studium und Zweiter Weltkrieg
Kinnell war der Sohn des aus Schottland stammenden Schreiners James Kinnell und der aus Irland stammenden Elizabeth Mills Kinnell und wuchs zusammen mit drei Geschwistern in Pawtucket auf. Bereits früh interessierte er sich für die Gedichte von Edgar Allan Poe und Emily Dickinson, aber auch die Hymnen und Predigten der Pawtucket Congregational Church sowie die von seiner Mutter gesungenen fröhlichen irischen Volkslieder.
Nach dem Besuch örtlicher Schulen wechselte er 1942 als 15-Jähriger zur Wilbraham Academy in Wilbraham, ehe er ein Studium der Romanistik an der Princeton University begann. Sein Kommilitone W. S. Merwin brachte ihm die Werke von William Butler Yeats näher, dessen Werke ihn zusammen mit denen von Rainer Maria Rilke lebenslang beeinflussten. Daneben fand er eine ihm verwandte Seele in dem französischen Spätmittelalterlichen Dichter François Villon, dessen Gedichte er in anerkannte Übersetzungen veröffentlichte, nachdem er seine Kenntnisse der französischen Sprache mit Unterstützung durch ein Fulbright-Stipendium in Paris und bei Reisen durch Europa verbessert hatte.
Während des Zweiten Weltkrieges unterbrach er sein Studium und leistete seinen Militärdienst bei der US Navy. Nach Kriegsende setzte er sein Studium an der Princeton University fort und schloss dieses 1948 mit einem Bachelor of Arts (B.A.) mit Auszeichnung ab. Ein anschließendes postgraduales Studium an der University of Rochester beendete er 1949 mit einem Master of Arts (M.A.).
In der Folgezeit war er zunächst als Dozent für Lyrik für Fernstudenten an der University of Chicago tätig und arbeitete auch als Lehrer im Ausland wie zum Beispiel in Teheran. Der dortige Aufenthalt führte zum Schreiben seines einzigen Romans Black Light, eine Geschichte über einen persischen Teppichknüpfer, dessen Leben sich durch einen Mord verändert.

### Beginn der dichterischen Tätigkeit und Erfolg mit „The Avenue Bearing the Initial of Christ Into the New World“
Kinnell gehörte zu einer Generation von Dichtern, die versuchten den angloamerikanischen Modernismus von T. S. Eliot und Ezra Pound zu beenden, und schrieb Verse, die nach seinen Angaben auch ohne einen akademischen Abschluss verstanden werden konnten. Seine zwischen 1960 und 2008 erschienenen Werke über Beschwörungen von städtischen Straßenszenen, pastoralen Oden, Gedanken über das Sterben und offenherzige Untersuchungen der Sexualität waren so erfolgreich, dass sie nach wie vor in Neuauflagen erscheinen.
Die in den 1950er Jahren entstandene Beat Generation mit Autoren wie Jack Kerouac, Allen Ginsberg und William S. Burroughs, aber auch Dichter des New Criticism um John Crowe Ransom, Allen Tate und Robert Penn Warren gehörten zu seinen literarischen Zeitgenossen, die jedoch ihren Schwerpunkt auf die formale Analyse von Struktur und Bedeutung legten. Kinnell neigte allerdings dazu, einen eigenen Weg einzuschlagen, und entwickelte einen von der Vergangenheit beeinflussten dichterischen Stil.
Seinen Durchbruch hatte er mit dem 1960 erschienenen Gedicht „The Avenue Bearing the Initial of Christ Into the New World“, das von Literaturkritikern mit Werken von Walt Whitman verglichen wurde. Das Gedicht ist eine 14-teilige Arbeit über die Avenue C in Manhattan, die eine Hauptinspiration für sein fotografisches Auge und seinen intuitiven Sinn für das Leben anderer Menschen wurde. In den Versen beschrieb er die Juden, Farbigen und Puerto Ricaner, die im frühlingshaften Sonnenlicht der Straße liefen, und die damaligen Hauptgeschäfte, Institutionen und Restaurants dieser Straße wie Downtown Talmud Torah, Blosztein’s Cutrate Bakery, Areceba Panataria Hispano, Nathan Kugler Chicken Store Fresh Killed Daily und die über das Kopfsteinpflaster klappernden Verkaufswagen der Straßenhändler:
| „In the gathering shadows, wiped-out lives — punks, lushes Panhandlers, pushers, rumsoaks, all those Who took it easy when they should have been out failing at some- thing. And after dark, the crone who sells newspapers on the street: Rain or stars, every night She is there, squatting on the orange crate, Issuing out only in darkness, like the cucarachas And dread nightmares in the chambers overhead.“ | ‚In sich versammelnden Schatten, ausgewischte Leben - Mist, Säufer Bettler, Drücker, Rumeinweicher, alle diejenigen, Die es leicht nehmen, wenn sie herausfallen aus einer Sache. Und nach Einbruch der Dunkelheit, die Alte, die Zeitungen auf der Straße verkauft: Regen oder Sterne, jeden Abend Sie ist da, hockt auf der Apfelsinenkiste, Nur im Dunkeln erscheinend, wie die Schaben Und fürchterliche Albträume in den Kammern über dem Kopf.‘ |

### Meditationen über das Sterben:Body RagsundThe Book of Nightmares
Nach diesem Erfolg folgte eine rund zehnjährige Periode, in der er vorwiegend schwierige, bestürzende Gedichte verfasste, die sich überwiegend mit dem Sterben beschäftigten, andererseits aber in späteren Zeiten zu den am meisten studierten Gedichten innerhalb von Literaturkritik und Literaturwissenschaft wurden. Beachtenswerte Gedichte jener Jahre waren „The Bear“ und „The Porcupine“, zwei Werke aus der Sammlung Body Rags, in denen der Erzähler in gewisser Weise zu dem Tier wurde, dessen qualvollen Tod er beschrieb. In „The Bear“ schluckte der Bär den Köder eines Jägers, einen mit Speck umwickelten spitzen Knochen, und wandert daraufhin durch die Wildnis der Arktis, langsam an den inneren Blutungen sterbend. Am siebten Tag stieß der verhungernde, die Blutspur des Bären verfolgende Jäger auf den toten Bären:
| „I hack a ravine in his thigh, and eat and drink, and tear him down his whole length and open him and climb in and close him up after me, against the wind, and sleep. And dream of lumbering flatfooted over the tundra, stabbed twice from within…“ | ‚Ich hackte eine Kluft in seinen Oberschenkel, und aß und trank, Und riss ihn seiner gesamten Länge nach auf Und öffnete ihn und kletterte hinein Und schloss ihn hinter mir zu, gegen den Wind, und schlief. Und träumte Vom schwerfälligen plattfüßigen Lauf über die Tundra, Zweimal erstochen von innen…‘ |

Das 1971 erschienene The Book of Nightmares ist nicht weniger mit dem Tod befasst und damit, wie Leben gelebt werden mit dem ständigen Bewusstsein, dass alles in dem Augenblick der Gründung mit dem Sterben beginnt. Allerdings sind diesmal die Perspektiven andere als in Body Rags: Das buchlange Gedicht fängt mit der Geburt des ersten Kindes an und endet mit der Geburt des zweiten und stellt sich unter anderem dem Vietnamkrieg mit Sätzen wie „Lieutenant! This corpse will not stop burning.“ (‚Leutnant! Diese Leiche hört nicht auf zu brennen.‘)

### Schaffenskrise und Kritik
Nach dem Erscheinen dieses Buches stellte sich bei Kinnell eine neunjährige Schaffenskrise ein, ehe er 1980 mit Mortal Acts, Mortal Words eine neue Gedichtsammlung veröffentlichte. Harold Bloom, Kritiker bei The New York Times Book Review, schrieb anlässlich der Veröffentlichung, dass Kinnell nicht ganz die bemerkenswerte Verheißung wie bei „The Avenue Bearing the Initial of Christ Into the New World“ erfüllt hätte und an einem gewissen Überehrgeiz litte, dass jedes einzelne Gedicht ein ausschlaggebendes Ereignis sein müsse.
Trotz dieser Kritik arbeitete er weiter und beschrieb dies in einem Interview mit The Los Angeles Times wie folgte:
„I’ve tried to carry my poetry as far as I could to dwell on the ugly as fully, as far and as long as I could stomach it. Probably more than most poets I have included in my work the unpleasant, because I think if you are ever going to find any kind of truth to poetry it has to be based on all of experience rather than on a narrow segment of cheerful events.“
‚Ich habe versucht, meine Lyrik so weit zu tragen wie ich konnte, um mich in dem Hässlichen aufzuhalten, so vollständig, so weit und so lang ich es verdauen konnte. Möglicherweise habe ich dabei mehr als andere Dichter in meinem Werk das Unangenehme eingeschlossen, weil ich der Meinung bin, dass man jegliche Art von Wahrheit zur Dichtung nur finden kann, wenn diese auf alle Erfahrungen beruht, als nur auf einem schmalen Abschnitt fröhlicher Erfahrungen.‘

### Selected Poems, Pulitzer-Preis und National Book Award
1983 wurde Kinnell für Selected Poems 1983 mit dem Pulitzer-Preis für Dichtung und dem National Book Award in der Kategorie Lyrik ausgezeichnet und damit für sein bestes Werk nach 25-jähriger dichterischer Tätigkeit. Dadurch wurde er zu einem angesehenen Dichter, Übersetzer, Essayist und Lehrer, der seine Zeit zwischen seinem Landleben in Vermont und dem Großstadtleben in Manhattan teilte, wo er die Professur und Leitung des Programms für kreatives Schreiben an der New York University (NYU) innehatte.
Seine späteren Werke wurden lockerer und persönlicher, mit ausreichend Platz für holzige Gedichte und Flüge von Spleen. In „Oatmeal“ zum Beispiel führen die psychischen Auswirkungen des Verzehrs von Haferflocken dazu, dass er einen imaginären Frühstücksgast in Person des toten Dichter John Keats beschwört:
| „Keats said I was right to invite him: due to its glutinous texture, gluey lumpishness, hint of slime, and unusual willingness to disintegrate, oatmeal must never be eaten alone.“ | ‚Keats sagte, dass ich Recht hatte, ihn einzuladen: aufgrund ihrer klebrigen Beschaffenheit, pappigen Klobigkeit, Hauch von Schleim, und ungewöhnlichen Bereitschaft zu, zerfallen, sollten Haferflocken nie allein gegessen werden.‘ |

Zuletzt wurde Kinnell, der 1984 auch mit der MacArthur Fellowship der John D. und Catherine T. MacArthur Foundation ausgezeichnet wurde, 2002 mit der Frost Medal der Poetry Society of America geehrt. 1980 wurde er in die American Academy of Arts and Letters und 1997 in die American Academy of Arts and Sciences gewählt.
Aus seiner 1965 geschlossenen Ehe mit der aus Spanien stammenden Übersetzerin Ines Delgado de Torres gingen zwei Kinder hervor, die nach Figuren von Yeats benannt wurden: Fergus und Maud. Nach seiner Scheidung Mitte der 1980er Jahre heiratete er 1997 Barbara Kammer Bristol. Kinnell starb im Oktober 2014 an den Folgen von Leukämie.

## Veröffentlichungen
- What a kingdom it was, 1960
- Flower herding on Mount Monadnock, 1964
- Black light: a novel, 1966
- Poems of night, 1968
- Body rags: poems, 1968
- The hen flower, 1969
- First poems, 1946-1954, 1970
- The book of nightmares, 1971
- The shoes of wandering, 1971
- The avenue bearing the initial of Christ into the New World; poems 1946-1964, 1974
- Saint Francis and the sow, 1976
- Three poems, 1976
- Walking down the stairs: selections from interviews, 1978
- Fergus falling, 1979
- There are things I tell to no one, 1979
- Two poems, 1979
- The last hiding places of snow, 1980
- Angling, a day: and other poems, 1980
- Mortal acts, mortal words, 1980
- Selected Poems: Galway Kinnell, 1982
- Thoughts occasioned by the most insignificant of all human events, 1982
- How the alligator missed breakfast, 1982
- The Poetry Voice of Galway Kinnell, 1983
- The fundamental project of technology, 1983
- Remarks on accepting the American Book Award for Poetry, 1984
- The Seekonk Woods, 1985
- The past, 1985
- The geese, 1985
- Essential Whitman, 1988
- When one has lived a long time alone, 1990
- Hard Prayer, 1991
- Poems: body rags : mortal acts, mortal words : the past, 1993
- Imperfect thirst, 1994
- The essential Rilke : Bilingual edition, Mitherausgeberin Hannah Liebmann, 1999, ISBN 0-88001-676-0
- When the towers fell, 2005
- Strong Is Your Hold: Poems, 2006

## Hintergrundliteratur
- Wolfgang Steuhl: Zwei Wege zeitgenössischer amerikanischer Naturlyrik : Studien zu Galway Kinnell, Gary Snyder und Richard Wilbur, Dissertation, Philipps-Universität Marburg, Fachbereich Neuere Fremdsprachen und Literaturen, 1978